# Ignacy Zborowski (oficer)
Ignacy Zborowski – major w powstaniu kościuszkowskim, rotmistrz sztabowy 4. Pułku Koronnego Przedniej Straży w 1792 roku, uczestnik wojny polsko-rosyjskiej 1792 roku.